# Cerro Patamban
Cerro Patamban är ett berg i Mexiko.   Det ligger i kommunen Los Reyes och delstaten Michoacán de Ocampo, i den centrala delen av landet, 300 km väster om huvudstaden Mexico City. Toppen på Cerro Patamban är 3 284 meter över havet.
Terrängen runt Cerro Patamban är kuperad åt nordost, men åt sydväst är den bergig. Runt Cerro Patamban är det ganska tätbefolkat, med 52 invånare per kvadratkilometer. Närmaste större samhälle är Charapán, 13,9 km sydost om Cerro Patamban. I omgivningarna runt Cerro Patamban växer huvudsakligen savannskog.